# Alan McGee
Alan McGee, född 29 september 1960 i East Kilbride i Skottland, är en brittisk musikentreprenör och skivbolagschef, som grundade och ledde det legendariska indieskivbolaget Creation Records (med kända band såsom My Bloody Valentine, Oasis, Primal Scream, Ride, Slowdive och Teenage Fanclub) mellan 1983 och 1999. Alan McGee har sedan dess även nått framgång med ett nytt skivbolag, Popstones, som bland annat haft ansvar för The Hives lansering i Storbritannien.